# Al Sadiq-moskee
De Al Sadiq-moskee of Wabash-moskee is een moskee van de Ahmadiyya-geloofsgemeenschap in de Amerikaanse stad Chicago, gelegen in de buurt Bronzeville. Ze werd in 1922 opgericht als een van de eerste islamitische gebedsplaatsen in de Verenigde Staten en is de oudste nog bestaande moskee in het land. Ze werd gesticht door Mufti Muhammad Sadiq, een gezel van Mirza Ghulam Ahmad en de eerste moslimmissionaris in de Verenigde Staten, die een gemeenschap van moslims van allerlei achtergronden bijeenbracht rond de moskee. In de jaren 1990 werd het oorspronkelijke gebouw vervangen door een nieuwbouw.